# Чепчинський потік
Чепчинський потік (словац. Čepčínsky potok) — річка; права притока Турця, протікає в окрузі Турчянські Теплиці.
Довжина приблизно 7.0 км. Витік знаходиться в масиві Турчанська улоговина — на висоті приблизно 515—520 метрів.
Протікає територією міста Турчянські Теплиці і сіл Вельки Чепчин; Каляменова й Іванчіна.. Впадає в Турець на висоті приблизно 450—455 метрів.